# 贝丽萨玛
“贝丽萨玛”也是蜘蛛类(幽灵蛛科).
在凯尔特多神教中，贝丽萨玛(Belisama)或 (Bēlēsama)是高卢和不列颠地区供奉的女神。她与湖泊、河流、火、工艺品及光明有关。贝丽萨玛被认为就是弥涅耳瓦(Minerva)/雅典娜(Athena)，并一直与布里吉德(Brigid)做比较。她被宣称是貝里努斯(Belenus)的配偶，某些属性方面与他相通。她名字的确切含义不确定，但一个可能的解释是“非常强大” 。

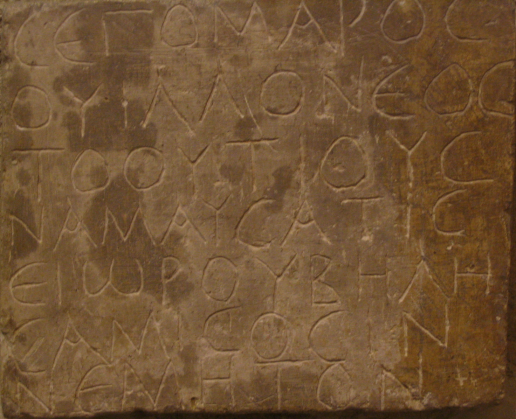
RIG G-172 铭文: СΕΓΟΜΑΡΟС/ ΟΥΙΛΛΟΝΕΟС/ ΤΟΟΥΤΙΟΥС/ ΝΑΜΑΥСΑΤΙС/ ΕΙѠΡΟΥ ΒΗΛΗ/СΑΜΙ СΟСΙΝ/ ΝΕΜΗΤΟΝ.

一块在普罗旺斯的韦松拉罗迈纳所发现的高卢语碑铭显示，一个圣洞(nemeton)就是专门献给她的。
来自阿基坦(法文：Aquitaine，又译阿奎丹，古代“康索兰尼人”)地区圣利齐耶的拉丁语铭文上，将她与弥涅耳瓦联系起来:
Minervae / Belisamae / sacrum / Q(uintus) Valerius / Montan[us] / [e]x v[oto?]

## 地方名称
英格兰的里布尔河在罗马时代以贝丽萨玛之名而著称。托勒密列出了“贝丽萨玛河口”所对应的里布尔河口坐标。
- 贝莱马(Beleymas)
- 贝莱姆(Bellême)